# إرينا بالينا
إرينا بالينا (مواليد 15 كانون الثاني\يناير 1970) لاعبة كرة طاولة دولية سابقة من روسيا.
فازت بالميدالية الذهبية في فعاليات فرق السيدات في كأس العالم لكرة الطاولة عام 1994. كما حازت لقب بطولة الإنجليزية المفتوحة.

## روابط خارجية
- إرينا بالينا على موقع منظمة تنس الطاولة العالمي (الإنجليزية)
- إرينا بالينا على موقع أوليمبيديا (الإنجليزية)